# Blanus mariae
Espèce

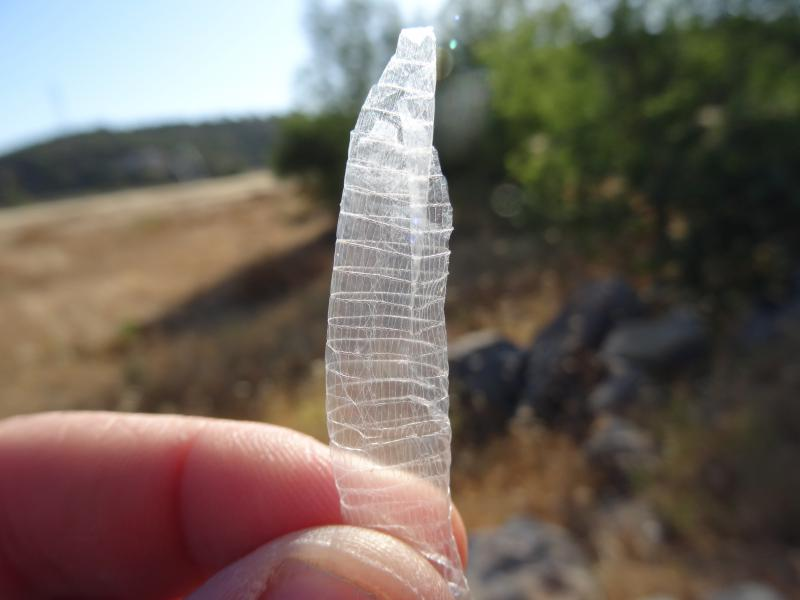
Blanus maria (Balanidae) (lézard du ver de Maria) - (peau en mue), Tavira (Santa Maria), Portugal

Blanus mariae est une espèce d'amphisbènes de la famille des Blanidae.

## Répartition
Cette espèce se rencontre dans le Sud du Portugal, dans le sud de l'Espagne et à Gibraltar.

## Description
Elle forme avec Blanus cinereus un complexe d'espèces cryptiques.

## Étymologie
Cette espèce est nommée en l'honneur de Maria Rosario Tortajada Aguilar, la grand-mère d'Eva María Albert.

## Publication originale
- Albert & Fernández, 2009 : Evidence of cryptic speciation in a fossorial reptile: description of a new species of Blanus (Squamata: Amphisbaenia: Blanidae) from the Iberian Peninsula. Zootaxa, n. 2234, p. 56-68.